# アメリカの魂
『アメリカの魂』(American Legend And Songs As Sung By Jimmie Tokita) は、ジミー時田とザ・ギャングのアルバム。1977年2月にキングレコードから発売された。
結果的に、本作が時田の最後のアルバムとなった。2枚組であり、1枚目がカントリー・ヒット、2枚目がブルーグラスとカウボーイ・ソングで構成されている。バックを固めるのは、ホーム・タウナーズ、ウィッシュボン・ブラザーズ、およびゲスト・プレイヤー。

## 収録曲
Disk 1
- Side 1 (C&Wヒットチューン1)
  1. リリース・ミー - Release Me
  2. ラヴシック・ブルース - Lovesick Blues
  3. モッキンバード・ヒル - Mockin' Bird Hill
  4. ホンキー・トンク・マン - Honky Tonk Man
  5. クレイジー・アームズ - Crazy Arms
  6. ワイルドウッド・フラワー - Wild Wood Flower
  7. サパー・タイム - Supper Time
- Side 2 (C&Wヒットチューン2)
  1. サムデイ - Someday
  2. アイ・ドント・ハート・エニモア - I Don't Hurt Anymore
  3. フォルサム・プリズン・ブルース - Folsom Prison Blues
  4. ア・フール・サッチ・アズ・アイ - A Fool Such As I
  5. ビューティフル・ブラウン・アイズ - Beautiful Brown Eyes
  6. キャンディ・キッセス - Candy Kisses
  7. 輝く光を待とう - Wait for The Light to Shine

Disk 2
- Side 1 (ブルーグラス編)
  1. ユー・ドント・ノウ・マイ・マインド - You Don't Know My Mind
  2. また逢う日まで - We'll Meet Again Sweetheart
  3. ア・グッド・ウーマンズ・ラヴ - A Good Woman's Love
  4. シェナンドー・ブレイクダウン - Shenandoah Breakdown
  5. ケンタッキーは懐しく - I'm Going Back to Old Kentucky
  6. 母上の墓 - When You Kneel at Mother's Grave
  7. お山の彼女は恋が好き - How Mountain Girls Can Love
- Side 2 (カウボーイソング編)
  1. クール・ウォーター - Cool Water
  2. インディアン・ソング - Indian Song
  3. ロール・アロング・プライリー・ムーン - Roll Along Prairie Moon
  4. コール・オブ・ザ・キャニオン - Call of the Canyon
  5. ライディング・ダウン・ザ・キャニオン - Riding Down the Canyon
  6. ザ・ストリート・オブ・ラレド - The Streets of Laredo
  7. ライダーズ・イン・ザ・スカイ - Riders in the Sky

## パーソネル
ジミー時田（ヴォーカル、ギター、アレンジ*2-1-4以外）
ホーム・タウナース (Disk1)
ウィッシュボン・ブラザース (Disk2-Side1)
- 丸山亘 (バンジョー、アレンジ*2-1-4のみ)
- 山口さとし (アコースティック・ギター)
- 北島健次 (ベース)
- 渡辺三郎 (マンドリン)
- 茂泉次郎 (フィドル)

ゲスト・プレイヤーズ (Disk1, Disk2-Side2)
- 瀬谷福太郎 (アコースティック・ギター)
- 日吉武 (ピアノ、アコーディオン)
- 名倉あきら (アコースティック・ギター、バンジョー)
- 辻田いわお (ベース)
- 宮城久弥 (フィドル) *Disk1のみ